# Наушки
Это статья о посёлке городского типа Наушки. Статью о станции см. Наушки (станция).
На́ушки (бур. Наашхи) — посёлок городского типа в Кяхтинском районе Бурятии. Образует городское поселение «Наушкинское» (с 2006 года).
Численность населения — 2194 чел. (2025).

## Происхождение названия
Считается, что название Наушки происходит от бурятского слова ошиг, означающее «лёгкие, вы́ветрившиеся горные породы». По другой, народной, версии название связано с существованием таможни на торговом пути, о которой купцы, не желавшие платить пошлину, сообщали друг другу «на ушко», и что неподалёку отсюда имеется другой путь, неконтролируемый властями.

## География
Посёлок расположен на правом берегу реки Селенги в 250 км к юго-западу от Улан-Удэ, в пограничной зоне, в 3 км от монгольской границы.
Наушки — самый западный населённый пункт Кяхтинского района. Расстояние до районного центра, города Кяхта — 35 км.
В посёлке — станция Наушки Восточно-Сибирской железной дороги, являющаяся транзитной пограничной станцией на магистральной линии Улан-Удэ — Улан-Батор.

## История
Со времён Кяхтинского договора 1727 года на месте нынешнего посёлка существовал Ушкинский караул на границе России и Цинской империи. Позднее появилась деревня Кирилловка.
13 октября 1937 года был издан приказ НКВД СССР «О присвоении строительству железной дороги Улан-Удэ — Наушки
наименования „Строительство № 202“».
1939 год — сдана в эксплуатацию железнодорожная линия Улан-Удэ — Наушки Восточно-Сибирской железной дороги.
1949 год — по станции прошёл первый поезд на Улан-Батор.
4 октября 1954 года присвоен статус посёлка городского типа.
2 апреля 1963 года посёлок Наушки включён в Гусиноозёрский горсовет. В 1965 году посёлок выведен из подчинения Гусиноозёрского горсовета и включён в Кяхтинский район.

## Население
| 1959  | 1970  | 1979  | 1989  | 2002  | 2009  | 2010  | 2011  |
| ----- | ----- | ----- | ----- | ----- | ----- | ----- | ----- |
| 3230  | ↘2978 | ↗3739 | ↗4167 | ↘3572 | ↗3912 | ↘3409 | ↘3392 |
| 2012  | 2013  | 2014  | 2015  | 2016  | 2017  | 2018  | 2019  |
| ↘3304 | ↘3218 | ↘3108 | ↘3028 | ↘2973 | ↘2944 | ↘2886 | ↘2852 |
| 2020  | 2021  | 2023  | 2024  | 2025  |       |       |       |
| ↘2821 | ↘2379 | ↘2317 | ↘2258 | ↘2194 |       |       |       |

## Экономика
- Оборотное локомотивное депо Наушки
- Международный железнодорожный пункт пропуска «Наушки» пограничного управления ФСБ России по Республике Бурятия и Забайкальскому краю
- Предприятия пищевой промышленности

## Галерея

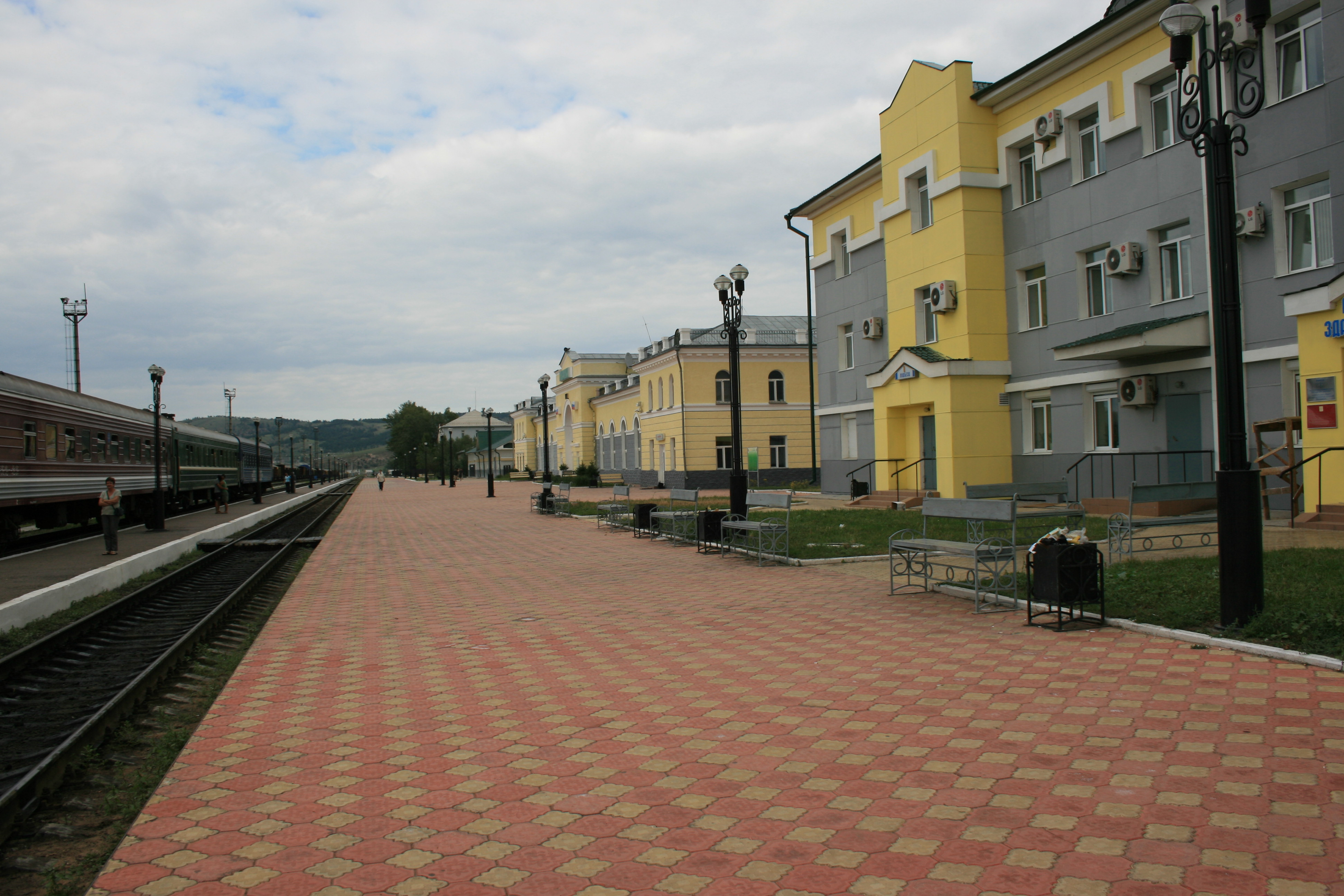
Станция Наушки
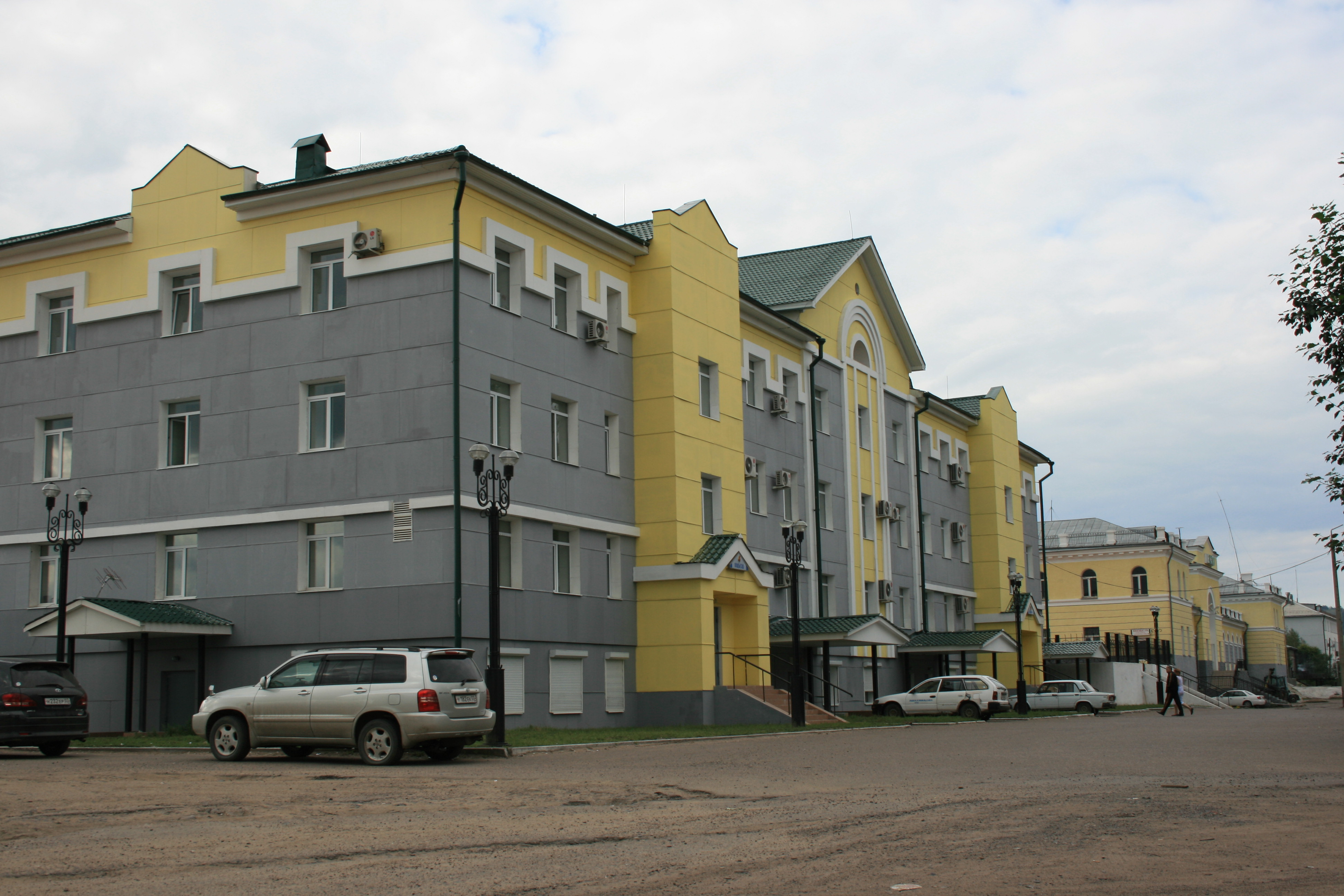
Административное здание ВСЖД
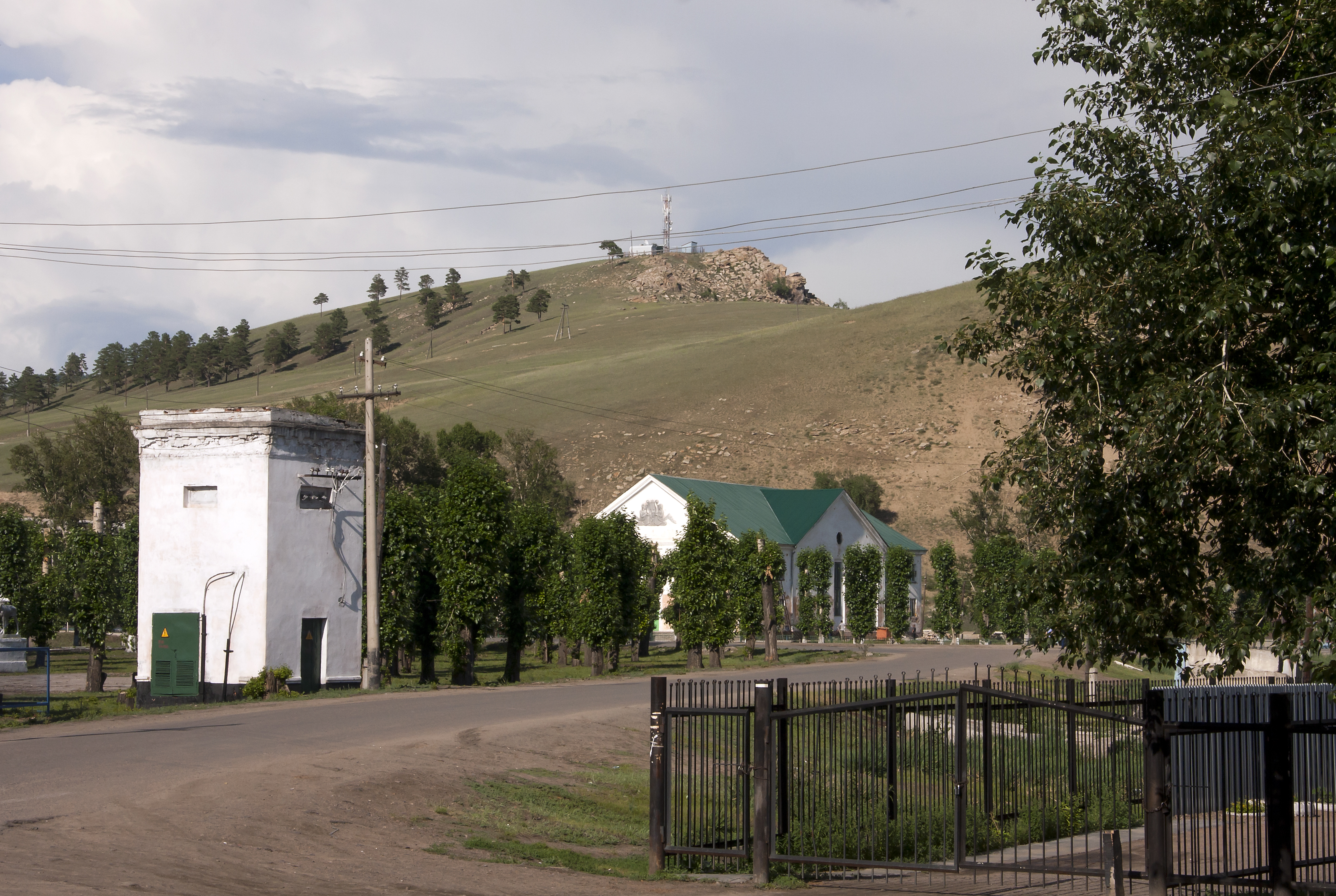
Одна из улиц Наушек